# اریک سورین
اریک سورین (انگلیسی: Erik Severin؛ ۱۸ ژوئیه ۱۸۷۹ – ۱۵ نوامبر ۱۹۴۲ (aged 63)) ورزشکار کرلینگ اهل سوئد بود.
وی در مسابقات کشوری و بین‌المللی در مجموع برندهٔ ۱ مدال نقره شده‌است.